# Månpalatset
Månpalatset är en roman av Paul Auster som utkom 1989.
Paul Auster tar oss med på en trollbindande resa genom tid och rum. En resa som ständigt drivs av sökandet efter tillhörighet, identitet. Liksom i Austers övriga verk spelar slumpen en oerhört stor roll och Auster blandar, även här, verkligheten med fiktionen.

## Handling
Marco Stanley Fogg växer upp i Boston tillsammans med sin mamma, Emily. Vem pappan är vet han aldrig under sin barndom. Mamman dör när Marco är 11 och han flyttar därför till Chicago och bor med sin morbror Victor. Vid 18 års ålder flyttar Marco till New York för att studera vid Columbia University. Ett par år senare dör morbror Victor och Marco tappar totalt fattningen. Om inte för hans vän Zimmer och Kitty Wu (som han träffat av en slump och som senare blir hans flickvän) hade han dött av svält.
Marco tar ett jobb som går ut på att läsa för och promenera med en rullstolsburen, till synes blind man, Thomas Effing. Under deras tid tillsammans berättar Effing om sitt eget fantastiska livsöde. Han föddes som Julian Barber, blev konstnär och reste ut till Utahs öken för att måla. Där blir han kvar efter att hans resekamrat dör. Barber hittar en boplats i en grotta, möblerad, fylld av mat och med tillgång till dricksvatten. Dessutom ligger det en mördad man i sängen. Barber tar över mannens identitet, inleder en period av enorm kreativitet och tvingas till slut döda de män som mördat mannen i sängen. I deras sadelväskor hittar han en stor summa pengar. Barber hittar tillbaka till civilisationen, bosätter sig i San Francisco och tar sig namnet Thomas Effing. Han förvaltar pengarna i sadelväskorna väl och bygger upp en förmögenhet. Blir en natt överfallen och förlorar förmågan att gå. Flyttar till Paris men återvänder senare till New York där han träffar Marco. Innan Effing dör berättar han att han har en son, som han vill att Marco ska kontakta.
Effings son, Solomon Barber är en gigantisk man. Han undervisar i historia på ett universitet i Ohio där han möter studenten Emily Fogg. De blir förälskade, men efter en natt tillsammans som slutar i att de blir upptäckta, vill Emily inte längre veta av honom. Han tvingas flytta från universitet till universitet och stannar aldrig någon längre tid. Som ett resultat av natten tillsammans med Solomon blir Emily gravid med Marco.